# Федерико Грабич
Федерико Грабић (шп. Federico Grabich; Касилда, 26. март 1990) је аргентински пливач, освајач медаља и рекордер.

## Биографија
Федерико Грабић је рођен 26. марта 1990. године у месту Касилда, провинција Санта Фе, иначе је пореклом из околине Кикинде. Одмалена се интересовао за спорт, у почетку је играо кошарку али се касније одлучио за пливање.

## Каријера
Његово прво такмичење је било Светско првенство у пливању за јуниоре 2008. године где је освојио пето место у дисциплини 50 м слободно. Први успех Грабић је остварио на Јужноамеричким играма у Медељину, Колумбија, 2010. године где је освојио 4 медаље. Освојио је бронзану медаљу на Панамеричким играма у Гвадалахари 2011. године у дисциплини 4 x 100 м мешовито. Учествовао је на Олимпијским играма 2012. у Лондону.
На Панамеричким играма 2015. године осваја злато на 100 м и сребро на 200 м слободно. Исте године на Светском првенству у Казању, Русија, освојио је бронзану медаљу на 100 м слободно, и тако је постао први освајач медаље из Аргентине у историји на светским првенствима. На Светском купу у Катару осваја сребро на 100 м слободно.